# Ponte Leproso

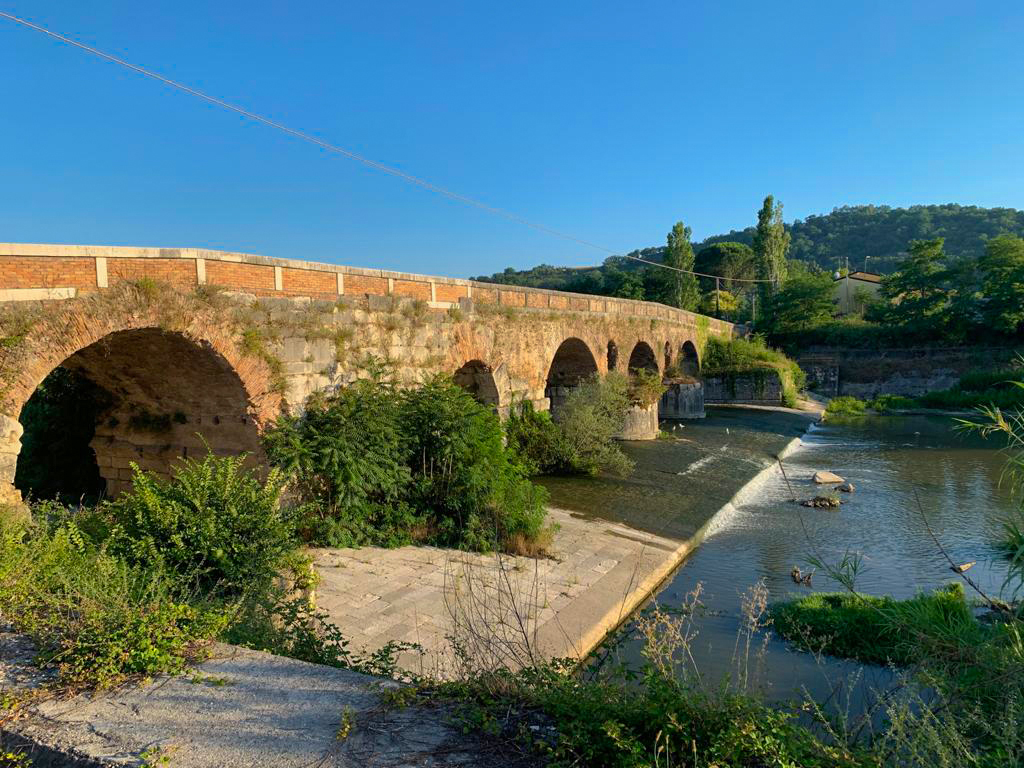
Ponte Leproso of Romeinse brug in Benevento

Situatieschets van Via Appia, Ponte Leproso, Romeins theater, en cryptoporticus langsheen Via Latina

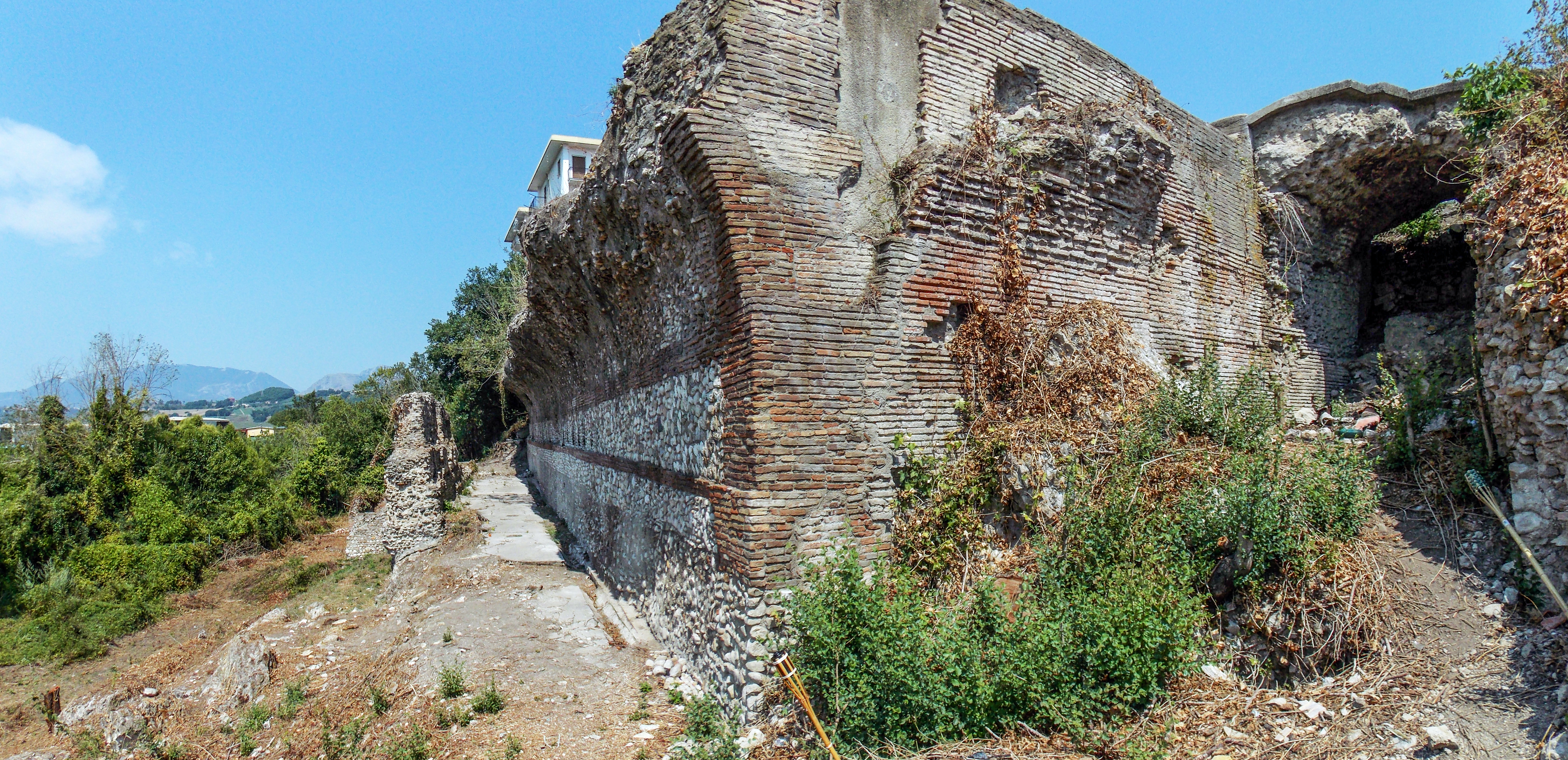
Cryptoporticus (Romeinse Tijd) of Santi Quaranta (Middeleeuwen)

De Ponte Leproso (3e eeuw v.Chr.) is een brug buiten het stadscentrum van Benevento, in de Zuid-Italiaanse regio Campanië. De bouw gaat terug tot de Romeinse Tijd; een enkele pijler bevat nog bouwstenen uit de Romeinse Tijd. De brug telt vier pijlers, doch telde tot het jaar 1702 vijf pijlers.
De brug zorgde ervoor dat de Via Appia de rivier Sabato overspande, de verbinding tussen Rome en Benevento en verder naar Brindisi. De rivier Sabato had destijds waarschijnlijk de Latijnse naam Sabus, afgeleid van de Sabijnen.

## Namen
- Pons Marmoreus, naam uit de vroege Middeleeuwen
- Pons Lapideus, ook een naam uit de vroege Middeleeuwen
- Ponte Leproso, genoemd naar een leprozerie in de buurt. Sporen van de leprozerie zijn evenwel niet te vinden.[2]
- Ponte di San Cosimo, naam in de 19e eeuw omwille van de nabij gelegen kerk San Cosimo.

## Historiek
Na de Samnitische oorlogen legde het Romeinse Rijk de Via Appia progressief aan; deze ontsloot Rome met Zuid-Italië. Censor Appius Claudius Caecus (3e eeuw v.Chr.) wordt aanzien als de bouwheer van de Ponte Leproso en de Via Appia in het algemeen.
In latere eeuwen werd de brug hersteld door de keizers Septimus Severus en zijn zoon Caracalla, alsook door Marcus Aurelius Antoninus. Wie uit Rome de Ponte Leproso overstak, kwam aan bij de stadspoorten van Benevento. Aan zijn rechterkant zag hij het theater en aan de linkerkant een cryptoporticus. De cryptoporticus was een complex van overdekte galerijen en lag tussen de Via Appia en de Via Latina (zie kaartje).
Tijdens de 6e eeuw vernielden de Ostrogoten onder leiding van Totila de Ponte Leproso. De brug werd nadien herbouwd. 
De brug speelde een centrale rol in de Slag bij Benevento (1266). De Angevijnse troepen van Karel I van Napels stonden tegenover deze van Manfred van Sicilië. Karel won en Manfred vond de dood nabij de brug.
Nog in de Middeleeuwen werd de cryptoporticus naast de brug omgebouwd tot een kerk toegewijd aan de veertig martelaren van Sebaste. De kerk werd Santi Quaranta genoemd.
Door de aardbeving van 1702 stortte de Ponte Leproso in. Architect Giovan Batista Nauclerio (1666-1739) uit Napels leidde de reconstructie. Hij realiseerde dit door slechts vier van de vijf pijlers te gebruiken.
Tijdens de Tweede Wereldoorlog werd de cryptoporticus gehavend door bombardementen, in tegenstelling tot de Ponte Leproso.